# Shigeru Aburaya
Shigeru Aburaya (油谷 繁, Aburaya Shigeru, nascut el 8 de Febrer de 1977 a Nagato, Prefectura de Yamaguchi) és un corredor japonés de llarga distància especialitzat en maratons.

## Marques
- Tots els resultats són relatius a maratons, excepte si s'especifica el contrari

| Representing Japó | Representing Japó   | Representing Japó       | Representing Japó | Representing Japó |
| ----------------- | ------------------- | ----------------------- | ----------------- | ----------------- |
| 2000              | Marató de Lake Biwa | Ōtsu, Japó              | 7                 | 2:10:48           |
| 2001              | Marató de Lake Biwa | Ōtsu, Japó              | 3                 | 2:07:52           |
| 2001              | Mundial 2001        | Edmonton, Canadà        | 5                 | 2:14:07           |
| 2003              | Marató de Tòquio    | Tòquio, Japó            | 2                 | 2:09:30           |
| 2003              | Mundial 2003        | París, França           | 5                 | 2:09:26           |
| 2004              | Jocs Olímpics 2004  | Atenes, Grècia          | 5                 | 2:13:11           |
| 2006              | Marató de Londres   | Londres, Regne Unit     | 13                | 2:14:49           |
| 2008              | Marató de Fukuoka   | Fukuoka, Japó           | 10                | 2:13:48           |
| 2011              | Marató Beppu-Ōita   | Prefectura d'Ōita, Japó | 13                | 2:19:05           |

### Millors marques personals
- 5.000 metres - 13:39.38 min (2002)
- 10.000 metres - 28:13.76 min (2000)
- Mitja Marató - 1:01:54 h. (2002)
- Marató - 2:07:52 h. (2001)